# Grupo livre
Em matemática, um grupo livre com base {\displaystyle S} é um par ordenado {\displaystyle (F_{S},i)}, onde {\displaystyle F_{S}} é  um grupo, {\displaystyle S} é um conjunto não-vazio, e {\displaystyle i:S\rightarrow F_{S}} é uma função injetora. Além disto, {\displaystyle F_{S}} e {\displaystyle \varphi } devem satisfazer a seguinte propriedade universal:
Isto é, se {\displaystyle f:S\rightarrow G} é uma função de {\displaystyle S} com contradomínio {\displaystyle G}, então existe um único homomorfismo φ{\displaystyle :F_{S}\rightarrow G} tal que o diagrama acima comuta, onde a seta de {\displaystyle S} em {\displaystyle F_{S}} é a aplicação {\displaystyle i}.
É possível mostrar que dois grupos livres com base de mesma cardinalidade são isomorfos entre si.
A definição de grupo livre dada acima é uma definição não-construtiva, visto que é dada por uma propriedade universal. No entanto, dado um conjunto {\displaystyle S}, existe uma construção padrão de {\displaystyle F_{S}}, que é a soma direta de {\displaystyle \mathbb {Z} } com índices em {\displaystyle S}. É possível mostrar que este é um grupo livre sobre {\displaystyle S}.

## História
Os primeiros "Grupos livres" surgiram a partir de estudos da geometria hiperbólica, como por exemplo os grupos discretos que actuam por isometrias no plano hiperbólico. Em um papel em 1882, Walther von Dyck apontou que esses grupos têm as apresentações mais simples possíveis. O estudo algébrica dos grupos livres foi iniciado por Jakob Nielsen, em 1924, que lhes deu o seu nome e estabeleceu muitas das suas propriedades básicas.

## Propriedades
- Um subgrupo de um grupo livre é um grupo livre.
- O conceito de grupo livre é utilizado na definição de produto tensorial entre dois {\displaystyle R}-módulos, onde {\displaystyle R} é um anel.
- A definição de grupo livre é generalizada na Teoria de Categorias por meio da definição de objeto livre de uma categoria concreta.
- Uma soma direta de grupos livres é um grupo livre.

## Referência
- Osborne, M, "Basic Homological Algebra", Springer Verlag (2000).